# Nketoana Local Municipality
Nketoana (englisch Nketoana Local Municipality) ist eine Lokalgemeinde im Distrikt Thabo Mofutsanyana, Provinz Freistaat, Südafrika. Der Verwaltungssitz befindet sich in Reitz. Mamiki Mokoena ist die Bürgermeisterin.
Der Gemeindename leitet sich von der Bezeichnung in Sesotho für den durch die Gemeinde fließenden Fluss ab.

## Städte und Orte
- Arlington
- Cremona
- Itshokolele
- Leratswana
- Lindley
- Mamafubedu
- Ntha
- Petrus Steyn
- Petsana
- Reitz[3]

## Bevölkerung
Im Jahr 2011 hatte die Gemeinde 60.234 Einwohner in 17.318 Haushalten auf einer Gesamtfläche von 5611,12 km². Davon waren 91,4 % schwarz und 7,8 % weiß. Erstsprachen waren zu 75,2 % Sesotho, zu 10,6 % isiZulu, zu 8,6 % Afrikaans, zu 1,1 % Englisch und zu 0,8 % isiXhosa.